# Regiment Gwardii Pieszej Koronnej
Regiment Gwardii Pieszej Koronnej – oddział piechoty armii koronnej wojska I Rzeczypospolitej.

## Formowanie i zmiany organizacyjne
Rodowód Gwardii Pieszej Koronnej wywodzi się z regimentu pieszego gwardii królewskiej Jana Kazimierza. W 1650 regiment włączono do głównych sił regularnych koronnych, tzw. Komputu, nad którym szefostwo sprawował Michał Korybut Wiśniowiecki, Jan III Sobieski i August II Mocny. Gwardia opłacana była ze skarbu Rzeczypospolitej.
W 1576 roku 550 piechurów przybyłych z Węgier wraz z królem Stefanem Batorym dało początek gwardii pieszej. W 1633 roku króla Władysław IV Waza przeformował jednostkę w Regiment Gwardii Pieszej Koronnej. Podlegała ona bezpośrednio królowi.
Po raz kolejny regiment utworzony został w 1710 roku. Wówczas to dawny regiment gwardii, który w czasie wojny przeszedł na stronę Stanisława Leszczyńskiego i walczył pod komendą płk. Seidlitza, został ukarany i zmienił nazwę na „regiment królewicza”.
Uchwalony na sejmie 1717 roku komput wojska koronnego przewidywał utrzymanie regimentu gwardii pieszej koronnej w sile 3000 porcji.
Od 1756 oddziały gwardii pieszej (i konnej) pełniły funkcję królewskiej straży przybocznej oraz służbę wartowniczą przed pałacem i Zamkiem Królewskim.
Sejm roku 1776 ułożył nowy etat wojska, zmieniając znacznie jego strukturę. Regiment miał liczyć 24 kompanie, a w sumie 1539 żołnierzy. Polepszenie w latach osiemdziesiątych finansów państwa spowodowało możliwość dofinansowania armii. Każdej kompanii regimentu dodano 7 osób. Liczył on w 1786 roku 1556 żołnierzy.
W tym też roku wprowadzono numeracje regimentów piechoty od 1 do 14. Regiment gwardii pozostał bez numeru.
Nowy etat wojska ustanowiony na Sejmie 9 października 1789 roku zakładał utrzymanie Regimentu Gwardii w liczbie 1556 żołnierzy.
22 czerwca 1792 roku sejm uchwalił nowy, wojenny i nigdy niezrealizowany etat, który zakładał rozbudowę Gwardii Pieszej do dwóch pułków, każdy liczący po 2169 żołnierzy i podzielonych na trzy bataliony. Część oficerów, podoficerów i żołnierzy szeregowych została przeniesiona latem tego roku do nowo tworzonego 15 regimentu. W gwardii pozostało 1087 oficerów i żołnierzy. Do 15 regimentu przeszło 37 oficerów: 1 pułkownik, 1 major, 8 kapitanów z kompaniami (8 pozostało), 2 kapitanów sztabowych (2 pozostało), 13 poruczników (13 pozostało), 4 podporuczników (4 pozostało) i 8 chorążych (8 pozostało). W gwardii pozostały trzy czterokompanijne bataliony. Były to: batalion grenadierów oraz 1 i 2 batalion fizylierów.
Po zawieszeniu działań wojennych, 23 września konfederacja targowicka rozwiązała 15 regiment. Przeniesieni uprzednio oficerowie powrócili do gwardii, szeregowych żołnierzy wcielono do jednostek konfederacji.
Przed wybuchem powstania kościuszkowskiego Gwardia Piesza Koronna liczyła etatowo 1050 żołnierzy, a praktycznie 1041 żołnierzy. Została ponownie podzielona na dwa bataliony. Etat z 1 marca 1794 roku zakładał utrzymanie wszystkich 24 kompanii w pełnej obsadzie oficerskiej, z niewielką liczbą szeregowych. Część ponadetatowych oficerów zasiliła odtwarzany 15 regiment.
Regiment Gwardii Pieszej Koronnej przetrwał powstanie i w uszczuplonym składzie dotrwał do 25 października 1795 roku, czyli do końca I Rzeczypospolitej.
Liczebność gwardii pieszej koronnej w 1792 roku wynosiła 2057 osób, w marcu 1794 roku 1041, w maju 842, a we wrześniu 1048 żołnierzy.
W początkowym okresie gwardia przez długi okres kwatery miała na przedmieściach warszawskich, nim książę Czartoryski, generał tego regimentu wystawił dla niej obszerne koszary na Faworach, przy trakcie wiodącym w kierunku Bielan i dalej do Zakroczymia.

### Regiment w powstaniu kościuszkowskim
W kwietniu 1794 stan regimentu wynosił 1041 żołnierzy zorganizowanych w 13 kompaniach. Pod koniec kwietnia  jeden batalion gwardii pieszej został wydzielony do 15 regimentu. Po walkach na ulicach Warszawy gwardia liczyła 20 kwietnia 940 żołnierzy, a  po oddaniu batalionu – 571.

Po walkach zarządzono werbunek w stolicy, a w maju na ziemi łomżyńskiej i nurskiej. Najwyższy stan jednostka osiągnęła 30 września – 1408 ludzi, by na skutek dezercji, w październiku jej  liczebność spadła do 1093 głów. Na uzbrojeniu regiment posiadał 1290 karabinów.
Żołnierze regimentu
Podczas powstania dowodził gwardią płk Kajetan Hebdowski. Podpułkownikiem był Jan Karol Trzciński. To on 17 kwietnia wyprowadził regiment z koszar na ulice Warszawy.
Pierwszym majorem został Fryderyk Melfort, drugim majorem – były porucznik Teodor Gąsiorowski. 24 maja Kościuszko awansował na majorów jeszcze czterech oficerów. Zostali nimi dotychczasowi kapitanowie posiadający kompanie: Felicjan Leszczyński, Karol Różycki, Jan Lewinowski i Franciszek Meierhoeffer. Nadetątowym, według powstańczej ranglisty siódmym majorem, był awansowany na majora i przeniesiony w grudniu 1792 do gwardii pieszej koronnej były kapitan 14 regimentu, Mikołaj Bronikowski.
Kompaniami dowodzili: kpt. Euzebiusz Ostaszewski, kpt. Hoffman, kpt. Antoni Daszewski, kpt. z kompanią Daniel Wyszkowski, sztabskpt. Jan Krajewski, sztabskpt. Feliks Melfort, sztabskpt. Józef Maszkowski, sztabskpt.. Lech Orłowski.
W  gwardii pieszej służyło 10 poruczników, 12 podporuczników i 12 chorążych. Do końca powstania awansowało na chorążych jeszcze 4 podoficerów.

18 oficerów regimentu gwardii pieszej koronnej nie wzięło udziału w walkach 17 i 18 kwietnia. Byli to: dowódca jednostki płk August Hiż, podpułkownicy – Keyselring, Stettner i Brodowski, mjr Henryk Heckel, kapitanowie z kompaniami – Klompan, Maszkowski, Fryderycy, Stettner i Meierhoeffer, sztabskpt. Hiżdeft, porucznicy – Kaulbersch, Greifeld i Borowski, podporucznicy – Kossecki i Pomianowski oraz kpt. kwatermistrz Fettery. Od 2 do 5 maja oficerowie ci zostali pozwani przed sąd wojskowy.

## Struktura regimentu
Od czasu sejmu niemego w 1717 roku regiment składała się ze sztabu i 24 kompanii piechoty (3000 porcji). Była to największa jednostka w wojsku Rzeczypospolitej. Struktura wewnętrzna regimentu zmieniała się kilkakrotnie.
W 1717 roku:
Sztab regimentu:
- szef regimentu – 45 porcji

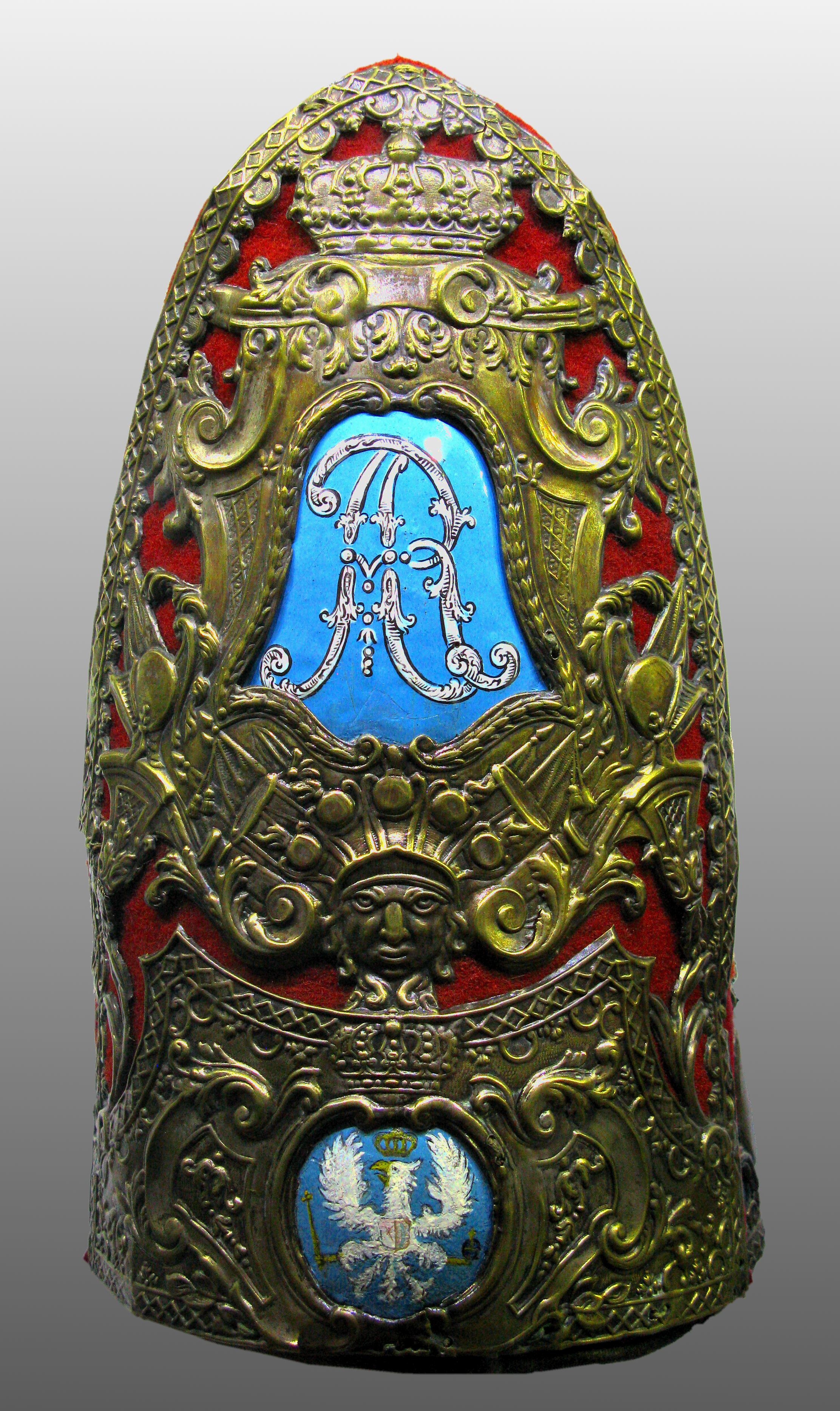
Grenadierka oficera gwardii pieszej koronnej 1697–1733

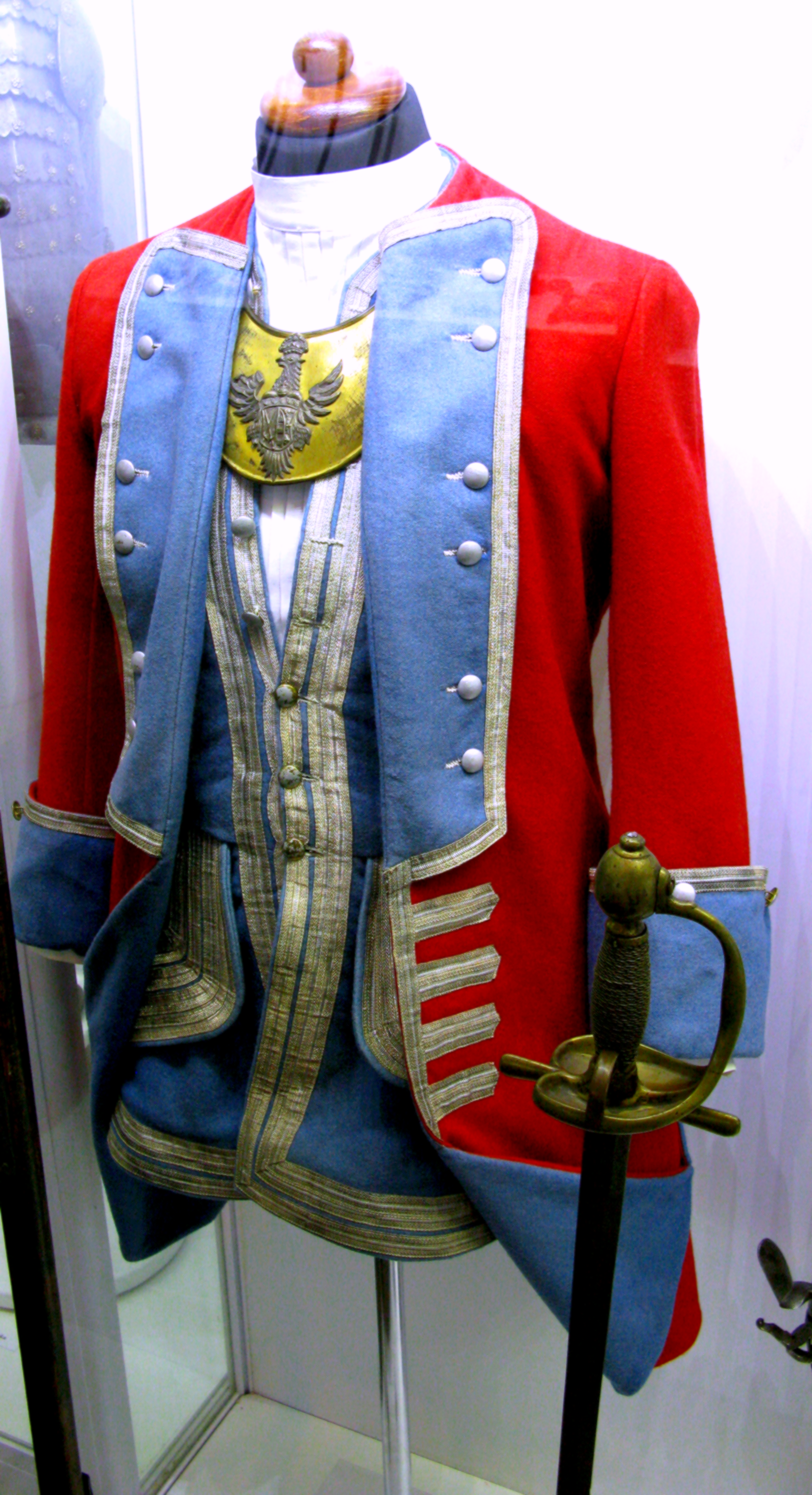
Mundur oficera gwardii pieszej koronnej z 1732 roku

- 3 pułkowników (Grzegorzewski, Rittscl i Bonafus) – 30 porcji
- 2 podpułkowników (Bardelebon i Rcinhardt) – 17,5 porcji
- 3 majorów (Dargclle, Burghardt i Hausen) – 15 porcji
- 2 kapitanów (agreges) – 10 porcji
- 1 kwatermistrz – 8 porcji
- 2 adiutantów – 5 porcji
- 1 audytor – 5 porcji
- 1 kapelan – 5 porcji
- 1 lekarz – 5 porcji
- 8 podchorążych – 1,5 porcji
- 1 oboźny – 2 porcje
- 1 regiments-dobesz – 2 porcje
- 1 regiments-fajfer (piszczek) – 2 porcje
- 1 regisnents-prefos – 2 porcje
- 1 stępka (pomocnik profosa) – 1 porcja
- 1 woźnica – 1 porcja
- 12 oboistów – 1,5 porcji

W sumie sztab regimentu liczył 43 żołnierzy.
Każdy z dwu batalionów gwardii składał się z 12 kompanii.
Kompania gwardii pieszej:
- 1 kapitan – 12 porcji
- 1 kapitan-lejtnant – 6 porcji
- 1 chorąży – 4 porcje
- 2 sierżantów – 1,5 porcji
- 1 furier – 1,5 porcji
- 1 cyrulik – 2 porcje
- 1 kapitanarmus (zbrojmistrz) – 1,5 porcji
- 4 kaprali – 1,5 porcji
- 2 doboszy – 1 porcja
- 1 piszczek – 2 porcje
- 1 cieśla – 1 porcja
- 1 woźnica – 1 porcja

Razem w sztabie kompanii 17 żołnierzy – 43 porcje.
Kompania składała się z 70 ludzi, a cała dwubatalionowa jednostka gwardii liczyła razem 1723 osoby, w tym 1272 szeregowych. Tak więc stan faktyczny regimentu gwardii wynosił około 58% liczebności etatowej wyrażonej w porcjach.
W latach 1777–1794 regiment podzielony był najpierw na dwa dwunastokompanijne bataliony; po dwie kompanie grenadierskie i dziesięć fizylierskich w każdym. Na koniec 1776 roku regiment winien liczyć 1772 żołnierzy, ale faktycznie było 1486 osób. W 1784 roku powrócono do wcześniejszego podziału na trzy bataliony, organizując batalion grenadierów i dwa bataliony fizylierów (muszkieterów); każdy liczący po osiem kompanii.
Po wybuchu insurekcji kościuszkowskiej w regimencie zorganizowano trzeci batalion.

## Barwa regimentu

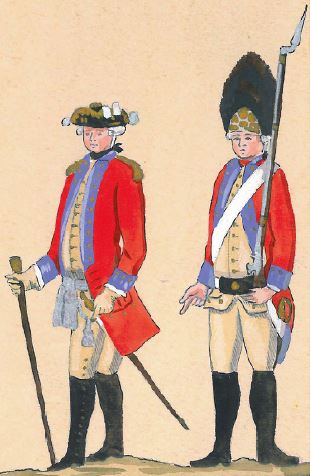
Żołnierze regimentu Gwardii Pieszej Koronnej w 1775

W okresie panowania Sasów, w stosunku do poprzedniego okresu, mundurowanie piechoty polskiej zmieniło się całkowicie. Zniesiono używane dotychczas niebieskie mundury kroju polskiego, a strój żołnierzy upodobniono do saskiego.
Mundur oficerów regimentu składał się z pąsowej kurtki sukiennej z wyłogami, białej kamizelki, białych spodni i kamaszy, czarnego kapelusza i trzewików. W okresie od 1 maja do 31 października używano spodni czarnych, zakazano natomiast noszenia spodni płóciennych, które poprzednio były w użyciu. Mundury podoficerów i szeregowych były podobne do oficerskich, z tym że noszono zamiast kamaszy białe pończochy wełniane. Latem podoficerowie i szeregowi używali białych spodni płóciennych. Pasy skórzane posiadały mosiężne klamry. Płaszcze sukienne w kolorze czerwonym wydawano tylko po dwa dla kompanii na lat sześć, a służyły one wyłącznie wartownikom w okresie od 15 października do 30 kwietnia. Każdy żołnierz nosił tornister i patrontasz z czerwonej skóry. Zarówno oficerowie, jak podoficerowie i szeregowi nosili harcapy przewiązane czarną wstążką.
W drugiej połowie XVIII w. w umundurowaniu zaszły pewne zmiany. Wzorem innych armii, zamiast długich kurtek, wprowadzono kurtki krótkie z rabatami, a kapelusze zastąpiono sztywnymi kaszkietami z mosiężną blachą zawierającą inicjały monarchy.
Opisy umundurowania żołnierzy regimentu wykonane przez Bronisława Gembarzewskiego na podstawie obrazów z ówczesnej epoki:
- Generał w ubiorze paradnym: hełm mosiężny, skóra lamparcia, pióropusz biały. Rajtrok pąsowy, wyłogi i podszewka niebieskie, guziki, butoniery, galony i naramienniki złote, wstęga orderowa niebieska. Szarfa i temblak srebrne, przerabiana karmazynem. Oprawa szpady mosiężna[21].
- Oficer konno z 1770: kapelusz czarny ze złotym galonem. Suknia pąsowa z kołnierzem i wyłogami niebieskimi, guziki złote. Kamizela i spodnie białe. Czaprak niebieski ze złotymi galonami[22].
- Oficer niższy z 1778 roku: kapelusz czarny ze złotym galonem, kita i kokarda białe. Chwaściki srebrne przerabiane karmazynem. Suknia pąsowa, kołnierz i wyłogi niebieskie. Naramienniki i guziki złote. Szarfa i temblak srebrna przerabiana karmazynem. Oprawa szpady mosiężna, pochwa skórzana. Kamizela rękawice i spodnie łosiowe[22].
- Grenadier: lederwerki białe, patrontasz czarny, blacha na nim mosiężna. Futro na czapie brązowe, blacha mosiężna. Halsztuk pąsowy. Tył czapki i dzwon niebieskie, paski z metalu białego, kolet łosiowy, kołnierz niebieski[22].
- Gemajn: Kapelusz czarny, taśma żółta. Pompon, halsztuk pąsowy, kołnierz i wyłogi niebieskie. Guziki żółte. Lederwerki białe, patrontasz czarny[21].

## Uzbrojenie
Uzbrojenie żołnierza piechoty składało się z karabinu skałkowego z bagnetem oraz pałasza noszonego na czerwonym rzemieniu juchtowym. Podoficerowie mieli pistolety, pałasze i tzw. kurcgewery, będących raczej oznaką władzy niż bronią. Oficerowie mieli pistolety i szpady. Cała broń palna i częściowo biała była pochodzenia saskiego. Uzbrojenie zakupywano na dziesięć lat. W każdej kompanii znajdowały się dwa karabiny zapasowe. W 1775 roku ujednolicono uzbrojenie podoficerów i szeregowych, odbierając tym pierwszym broń krótką, a oficerom pozostawiając jedynie szpady.

## Chorągwie
Chorągiew regimentu gwardii pieszej koronnej.
Bławat podwójnie złożony, jedwabny, biały, zszyty z trzech stref. Wysokość bławatu wzdłuż drzewca 140 cm, szerokość 155 cm. Na bławacie pośrodku wszyty krąg karmazynowy średnicy 58 cm, na którym herb pięciopolowy Rzeczypospolitej, haftowany srebrem, cekinami, nićmi złocistymi (Orły) i kolorowymi jedwabiami (Pogoń i Ciołek). Wokoło tarczy herbowej wieniec z gałęzi wawrzynowych i dębowych, haftowany jedwabiami zielonymi. U dołu wieniec związany wstęgą niebieską i białą, u góry wielka korona, haftowana srebrem, cekinami i jedwabiem. Strona odwrotna chorągwi podobna, lecz z tą różnicą, że zamiast karmazynowej tarczy herbowej, znajduje się monogram S.A.R., haftowany srebrem i cekinami, wysokości 55 cm. Drzewce malowane na czarno. Grot, tuleja i wąsy gładkie mosiężne. Wysokość grotu 26 cm, wysokość drzewca całkowita 274 cm.
Chorągiew batalionowa regimentu gwardii pieszej koronnej.
Chorągiew podobna do chorągwi regimentowej z tą różnicą, że barwa bławatu była karmazynowa, wysokość bławatu wzdłuż drzewca 135 cm, szerokość 174 cm, monogram królewski wysokości 50 cm, długość drzewca całkowita 282 cm. Grot ażurowy brązowy złocony, wewnątrz orzeł srebrny, długość grotu 22 cm, tulei 13 cm, okucia dolnego 10,5 cm.
Obie te chorągwie, po upadku powstania kościuszkowskiego, złożone były w kościele w Końskich, skąd przez władze austriackie przewiezione zostały do Krakowa i dalej w 1798 roku do Wiednia, gdzie do 1936 roku pozostawały w Heeresmuseum. Drogą zamiany przeszły do Muzeum Wojska Polskiego w Warszawie.

## Żołnierze regimentu
Stanowisko szefa regimentu, związane z wielkimi poborami, było najczęściej uważane za synekurę. Szefowie posiadali prawo fortragowania (przedstawiania do awansu) oficerów. Regimentem dowodził zazwyczaj pułkownik.
Od 1717 do 1729 (1732) roku szefował Gwardii Jakub Henryk Fleming. Po nim szefostwo pozostawało aż do 1792 roku w rękach rodziny Poniatowskich. Przez 53 lata pełnił tę funkcję wojewoda ruski ks. Aleksander August Czartoryski. Przez kolejne 10 lat szefował podstoli Wielkiego Księstwa Litewskiego ks. Stanisław Poniatowski, do momentu rezygnacji z tej funkcji w styczniu 1791 i ks. Józef Poniatowski do sierpnia 1792, kiedy to przestał pełnić wszelkie funkcje wojskowe na znak protestu przeciw zakończeniu wojny z Rosją. W 1793 roku ostatnim szefem został hetman wielki koronny, Piotr Ożarowski. Był nim do czasu wybuchu powstania kościuszkowskiego, kiedy aresztowano go, a następnie powieszono jako zdrajcę.
Szefowie
- feldmarszałek Jakub Henryk Flemming (1717–1732),
- książę August Aleksander Czartoryski (woj. ruski, gen. lejt. 1732 zm. 4 kwietnia 1782),
- książę Stanisław Poniatowski (gen. lejt. wojsk kor. (1782–1789)),
- książę Józef Poniatowski (1789–1792),
- Piotr Ożarowski (hetman wielki koronny, 1793),

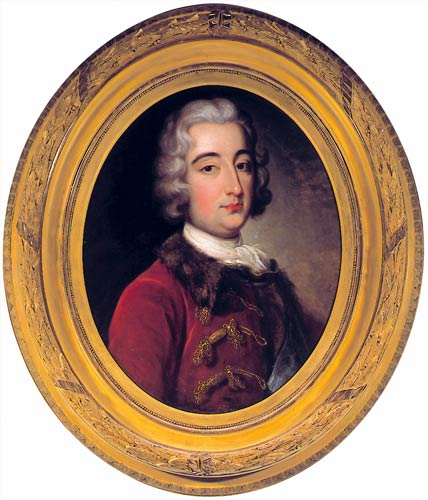
August Czartoryski
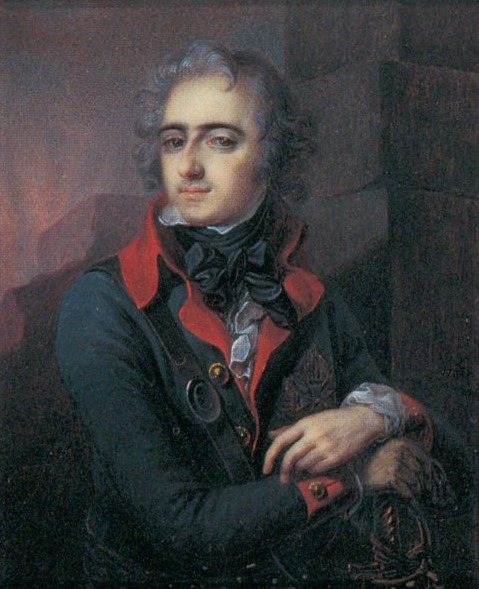
Józef Poniatowski

Pułkownicy
- gen. Grzegorzewski (1717),
- ks. August Czartoryski (1 czerwca 1729)[d],
- gen. mjr Karol Ernest Coccei (22 kwietnia 1767 zm. 1782),
- August Ulmitz (28 maja 1782),
- Franciszek Wilhelm Du Laurans (1783),
- Hiż (31 grudnia 1783),
- Ludwik Dahlke (1792),
- Trzciński (1794).

Żołnierze
- Florian Ziółkowski
- Euzebi Ostaszewski

Do powstania kościuszkowskiego nie przyłączyli się starsi oficerowie sztabu, tacy jak: pułkownicy J.A. Hiż, J.E. Keyserling, podpułkownicy J.F. Stettner, J.B. Brodowski i mjr J.H. Haeckel. Zostali za to postawieni przed sądem wojskowym.

## Walki regimentu
Bitwy i potyczki
- Tumult Toruński (16 lipca 1724)
- Szturm na Pałac Saski[27] (29-30 września 1733)
- powstanie warszawskie (17 kwietnia 1794)
- obrona Warszawy, Powązki (28 lipca 1794),
- Górce (14 sierpnia 1794),
- Zegrze (18 sierpnia 1794),
- Powązki (28 sierpnia 1794)
- Karczma Welańska (1 września 1794),
- Krupczyce (16 września 1794),
- Brześć (17 września 1794),
- Maciejowice (10 października 1794),
- Praga (6 listopada 1794).